# Route nationale 19 (Madagascar)
Pour les articles homonymes, voir Route nationale 19.
La route nationale 19 (N 19) est une route nationale s'étendant de Mahajanga jusqu'à Maintirano à Madagascar.

## Description
La route N 19 parcourt 523 kilomètres dans les régions de Boeny et de Melaky.

## Parcours
- Mahajanga - (N 4)
- Soalala
- Mitsinjo
- Katsepy
- Besalampy
- Maintirano - (N 8a)